# Hein Eersel

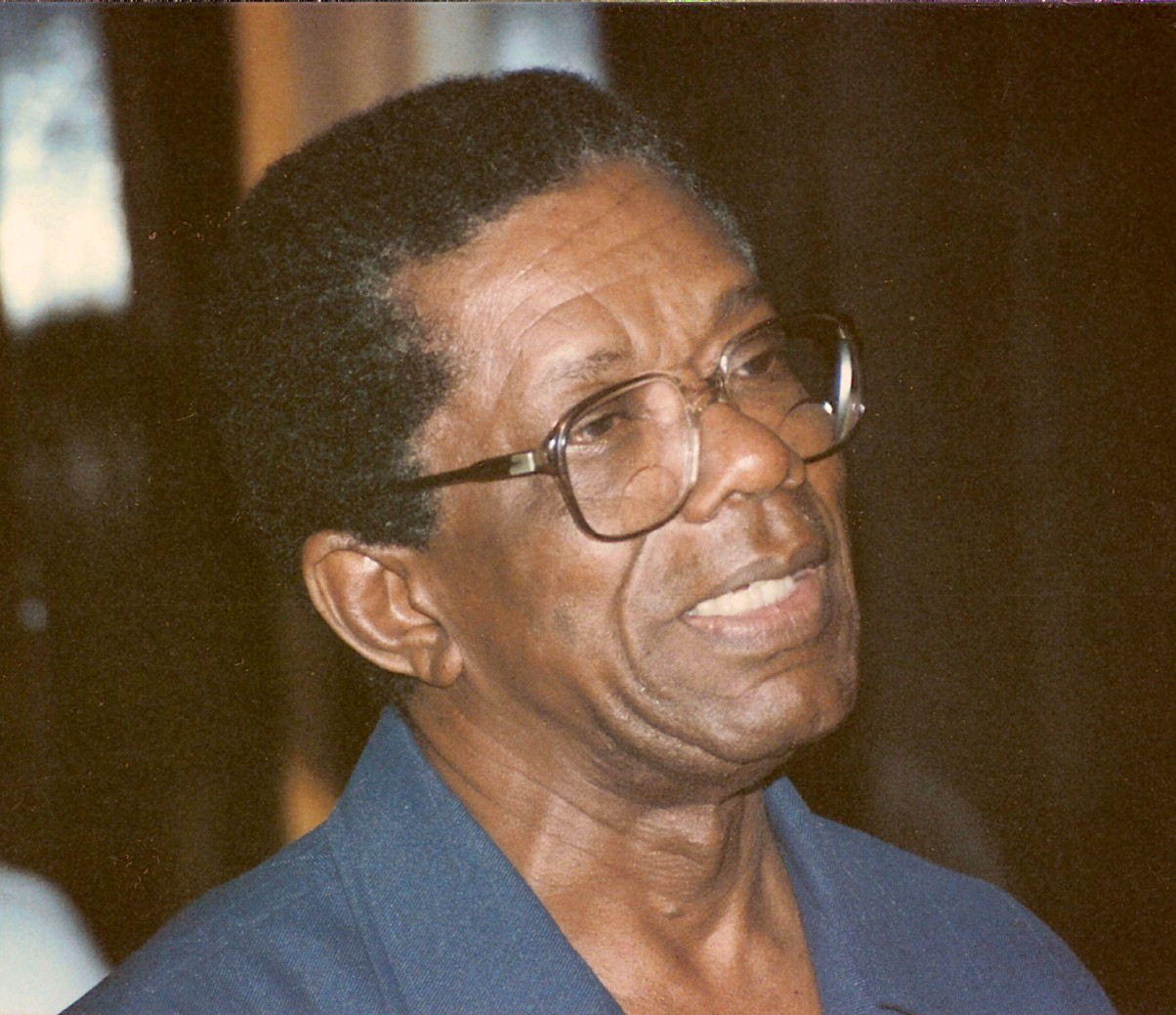
Hein Eersel, 1986

Christiaan Hendrik „Hein“ Eersel (geb. 9. Juni 1922 in Paramaribo, Kolonie Suriname; gest. 11. Juni 2022 in Paramaribo, Republik Suriname) war ein surinamischer Sprach- und Kulturforscher.
Er diente als Minister für Bildung und Entwicklung der Bevölkerung im Kabinett des amtierenden Premierministers Arthur Johan May. Außerdem war er der erste Kanzler der Universität von Suriname.

## Frühe Lebensjahre
Eersel wurde am 9. Juni 1922 in Paramaribo geboren. Er bestand 1942 die Prüfung zum Hilfslehrer und die Prüfung zum Schulleiter im Jahr 1949. 1950 reiste er in die Niederlande, wo er an der Universität von Amsterdam niederländische Sprache und Literatur studierte. Er schloss sein Candidate Diploma 1956 ab, und dann seinen Doctorandus.  Während seines Aufenthalts in Amsterdam schloss er sich der Organisation Wie Eegie Sanie (deutsch: Unsere eigenen Dinge) an, die von surinamischen Studierenden gegründet wurde, um die Sprache Sranantongo und die surinamische Kultur zu fördern.

## Karriere
1959 kehrte Eersel nach Surinam zurück und begann an der Suriname Kweekschool (Lehrerbildungseinrichtung) zu unterrichten.  Später half er bei der Gründung des Instituts für Lehrerausbildung in Paramaribo.  Von 1960 bis 1969 war er Direktor des Taalbureau (Sprachbüro) und des Bureau Volkslectuur (Büro für öffentliche Bildung).
Im Jahr 1968 wurde er der erste Kanzler der Universität von Suriname und war bis zu seiner Pensionierung im Jahr 1988 auch Dozent für Linguistik.  In Zusammenarbeit mit Max Sordam veröffentlichte er 1985 ein vollständiges Wörterbuch des Sranantongo.  Nach seiner Pensionierung besuchte er die Niederlande, um Sranantongo zu unterrichten.
Auch im Jahr 2020 blieb Eersel im surinamisch-kreolischen Kulturverein NAKS aktiv und leitete die Sranan-Grammatikgruppe.

## Privatleben
Eersel heiratete Florence Louise „Floor“ Beck. Das Paar bekam fünf Kinder.

## Schriften
Eersel gab den ersten veröffentlichten Gedichtband von Johanna Schouten-Elsenhout, Tide ete (1963) heraus.
Eersel schrieb eine Bühnenadaption von Beaumarchais’ Der Barbier von Sevilla, die 1960 am Thalia-Theater in Paramaribo aufgeführt wurde. Während die Kostüme und die Inszenierung von Noni Lichtveld den Originalschauplatz im Spanien des 18. Jahrhunderts beibehielten, passte Eersel einige der Witze und Redewendungen für das lokale Publikum an. In einer Zeitungskritik hieß es, Eersel habe „unserem Barbier ein paar echte surinamische Ausdrücke in den Mund gelegt“.
Das Nijmegen Institut für Missionswissenschaft hat zu Eersels 80. Geburtstag eine Festschrift veröffentlicht. Eersel war ein aktives Mitglied der katholischen Kirche in Surinam und in den Niederlanden, und er hatte zuvor die Geschichte der Bibelübersetzungen ins Sranantongo erforscht.

## Ehrungen
Eersel erhielt 2003 die Ehrendoktorwürde der Fakultät für Sozialwissenschaften an der Universität von Surinam. Außerdem erhielt er 2009 den Gazon Matodya Award, der von der Maroon-focused Sabanapenti Foundation verliehen wird. 2013 wurde er zum Großoffizier des Ehrenordens der Palme ernannt.
Auf Anregung der Henri Frans de Ziel Foundation wurde der Gemenelandsweg in Paramaribo nach einer Erweiterung 2019 zu Eersels Ehren umbenannt.
Zu seinem 100. Geburtstag kündigte die Ministerin für Bildung, Wissenschaft und Kultur, Marie Levens, die Gründung des Hein Eersel Institute an. Das Institut wird sich mit der Entwicklung von professionellen Ansätzen für die mehrsprachige Erziehung in Surinam befassen.

## Werke (Auswahl)

### Bücher
- Max Sordam, Ch.H. Eersel: Sranantongo = Surinaamse taal : een korte inleiding tot het Sranantong[o], met uitgebreide woordenlijst. 1. Auflage. Bosch & Keuning, Baarn 1985, ISBN 90-246-4495-X (niederländisch).

### Artikel
- Varieties of Creole in Suriname: Prestige in Choice of Language and Linguistic Form. In: Dell Hyme (Hrsg.): Pidginization and Creolization of Languages. Cambridge University Press, 1971, S. 317–322 (englisch, google.com).
- Bijbelvertalingen in het Sranan. In: OSO. Nr. 10, 1991, S. 48–56 (niederländisch).
- Libi naga bribi : enkele aanzetten tot Surinaamse theologie : feestbundel ter ere van Hein Eersel, Nijmegen, Nijmeegs Instituut voor Missiologie, 2002.

### Druckschriften
- Hein Eersel: Wie is Surinamer? Drukkerij Lionarons, Paramaribo 1964, OCLC 10116838 (niederländisch).